# Nototriche turritella
Nototriche turritella är en malvaväxtart som beskrevs av Arthur William Hill. Nototriche turritella ingår i släktet Nototriche och familjen malvaväxter. Inga underarter finns listade i Catalogue of Life.